# Monte Pissis
Monte Pissis (někdy nazývaný jako Cerro Pissis nebo zkráceně Pissis) je neaktivní stratovulkán v Andách, se 6793 m třetí nejvyšší vrchol západní polokoule. Nachází se na okraji pouště Atacama v odlehlé západní části argentinské provincie La Rioja.
Vzhledem k blízkosti pouště je oblast, v níž se sopka nachází, velmi suchá, a tak i přes velkou nadmořskou výšku bývají svahy hory pokryty sněhem pouze v zimním období.